# Daniel Strož
Daniel Strož (ur. 4 sierpnia 1943 w Pilźnie) – czeski polityk, poeta i publicysta, wydawca, od 2004 do 2009 deputowany do Parlamentu Europejskiego.

## Życiorys
Absolwent technikum, kształcił się następnie w szkole wojskowej w Koszycach, której nie ukończył. Po praskiej wiośnie w 1968 wyemigrował do RFN, zaczął publikować m.in. tomiki wierszy i zbiory wywiadów. W 1975 zorganizował prywatne wydawnictwo, stworzył też lewicowe czasopismo „Obrys”, które stało się jednym z najważniejszych czeskich periodyków kulturalno-politycznych poza granicami kraju. W 1981 pozbawiono go obywatelstwa czechosłowackiego, uzyskał wówczas obywatelstwo niemieckie.
Po przemianach politycznych z początku lat 90. został komentatorem gazety „Haló noviny”, związanej z Komunistyczną Partią Czech i Moraw. W wyborach w 2004 z ramienia tego ugrupowania uzyskał mandat posła do Parlamentu Europejskiego. Przystąpił do grupy Zjednoczonej Lewicy Europejskiej i Nordyckiej Zielonej Lewicy, pracował w Komisji Prawnej. W PE zasiadał do 2009.